# Посёлок № 5 (Алтынай)
Посёлок № 5 — упразднённый населённый пункт, вошедший в 1943 году в состав рабочего посёлка Алтынай Свердловской области РСФСР. Ныне улица Шахта в северной части посёлка сельского типа Алтынай муниципального образования «Городской округ Сухой Лог» Свердловской области России.

## История
В 1912 году севернее села Ирбитские Вершины открыто Черемшанское месторождение высококачественного каменного угля. Его стали поставлять на заводы городов Алапаевск, Каменск-Уральский, Екатеринбург и Ирбит.
В 1914 году построена железнодорожная ветка Богданович-Егоршино и станция Антрацит (ныне Алтынай).
Указом Президиума Верховного Совета РСФСР от 20 августа 1943 года посёлки при шахтах Ключи, № 5, железнодорожная станция Алтынай и населённый пункт Ёлкино включены в образованный рабочий посёлок Алтынай (бывшее село Ирбитские Вершины).

## Инфраструктура
Основой экономики жителей посёлка была добыча каменного угля.